# گمینا دوبیگنگو
گمینا دوبیگنگو (به لهستانی:  Gmina Dobiegniew) یک گمینا در لهستان است که در شهرستان ستژلتس-درزدنکو واقع شده‌است. گمینا دوبیگنگو ۳۵۰٫۹۹ کیلومتر مربع مساحت و ۶٬۹۵۹ نفر جمعیت دارد.